# Teplička (Slowakei)
Teplička (deutsch Teplitz[en] oder Teplitzchen, ungarisch Hernádtapolca – bis 1907 Teplicska) ist eine Gemeinde im Osten der Slowakei mit 1123 Einwohnern (Stand 31. Dezember 2024) und gehört zum Okres Spišská Nová Ves, einem Teil des Košický kraj sowie zur traditionellen Landschaft Zips.

## Geographie
Die Gemeinde befindet sich am Nordhang des Slowakischen Erzgebirges, genauer noch dessen Untereinheit Hnilecké vrchy am Übergang in den nördlich gelegenen Talkessel Hornádska kotlina. Am Nordrand fließt der Hornád, im Ort selbst gibt es keine nennenswerten Gewässer. Das Gemeindegebiet ist hügelig und von Weiden, zum kleineren Teil auch Wäldern geprägt. Das Ortszentrum liegt auf einer Höhe von 550 m n.m. und ist sechs Kilometer von Spišská Nová Ves entfernt.
Neben dem Hauptort gehört zur Gemeinde auch die Katastralgemeinde Šafárka, die vom übrigen Gemeindegebiet durch das Gemeindegebiet von Markušovce getrennt wird und somit eine Exklave bildet.
Nachbargemeinden sind Markušovce im Norden, Osten und Süden sowie Spišská Nová Ves im Westen, dazu noch Hnilčík über die Exklave Šafárka.

## Geschichte
Der Ort wurde zum ersten Mal 1328 als Toplica schriftlich erwähnt und war Besitz des Geschlechts Máriássy. 1787 hatte die Ortschaft 54 Häuser und 464 Einwohner, 45 davon waren Bergleute. 1828 zählte man 70 Häuser und 501 Einwohner.
Bis 1918 gehörte der im Komitat Zips liegende Ort zum Königreich Ungarn und kam danach zur Tschechoslowakei beziehungsweise heute Slowakei. In der Zeit der ersten tschechoslowakischen Republik war Teplička ein Hirten- und Landwirtschaftsdorf.

## Bevölkerung
| Jahr                | 1994 | 2004    | 2014    | 2024    |
| ------------------- | ---- | ------- | ------- | ------- |
| Anzahl der Personen | 1050 | 1116    | 1155    | 1123    |
| Unterschied         |      | +6,28 % | +3,49 % | −2,77 % |

| Jahr                | 2023 | 2024    |
| ------------------- | ---- | ------- |
| Anzahl der Personen | 1139 | 1123    |
| Unterschied         |      | −1,40 % |

Gemäß der Volkszählung 2011 wohnten in Teplička 1167 Einwohner, davon 1051 Slowaken, 49 Roma sowie jeweils ein Russe, Russine und Tscheche. Zwei Einwohner gaben eine andere Ethnie an und bei 62 Einwohnern liegt keine Angabe zur Ethnie vor.
1010 Einwohner bekannten sich zur römisch-katholischen Kirche, 14 Einwohner zur griechisch-katholischen Kirche, 13 Einwohner zu den Zeugen Jehovas, drei Einwohner zur Evangelischen Kirche A. B. sowie jeweils ein Einwohner zur neuapostolischen Kirche und zur orthodoxen Kirche; ein Einwohner bekannte sich zu einer anderen Konfession. 38 Einwohner waren konfessionslos und bei 86 Einwohnern wurde die Konfession nicht ermittelt.

## Bauwerke
- römisch-katholische Kirche Geburt Mariä aus dem ersten Viertel des 14. Jahrhunderts, 1775 barockisiert und 1906 um zwei Seitenschiffe erweitert